# Yves Rossier

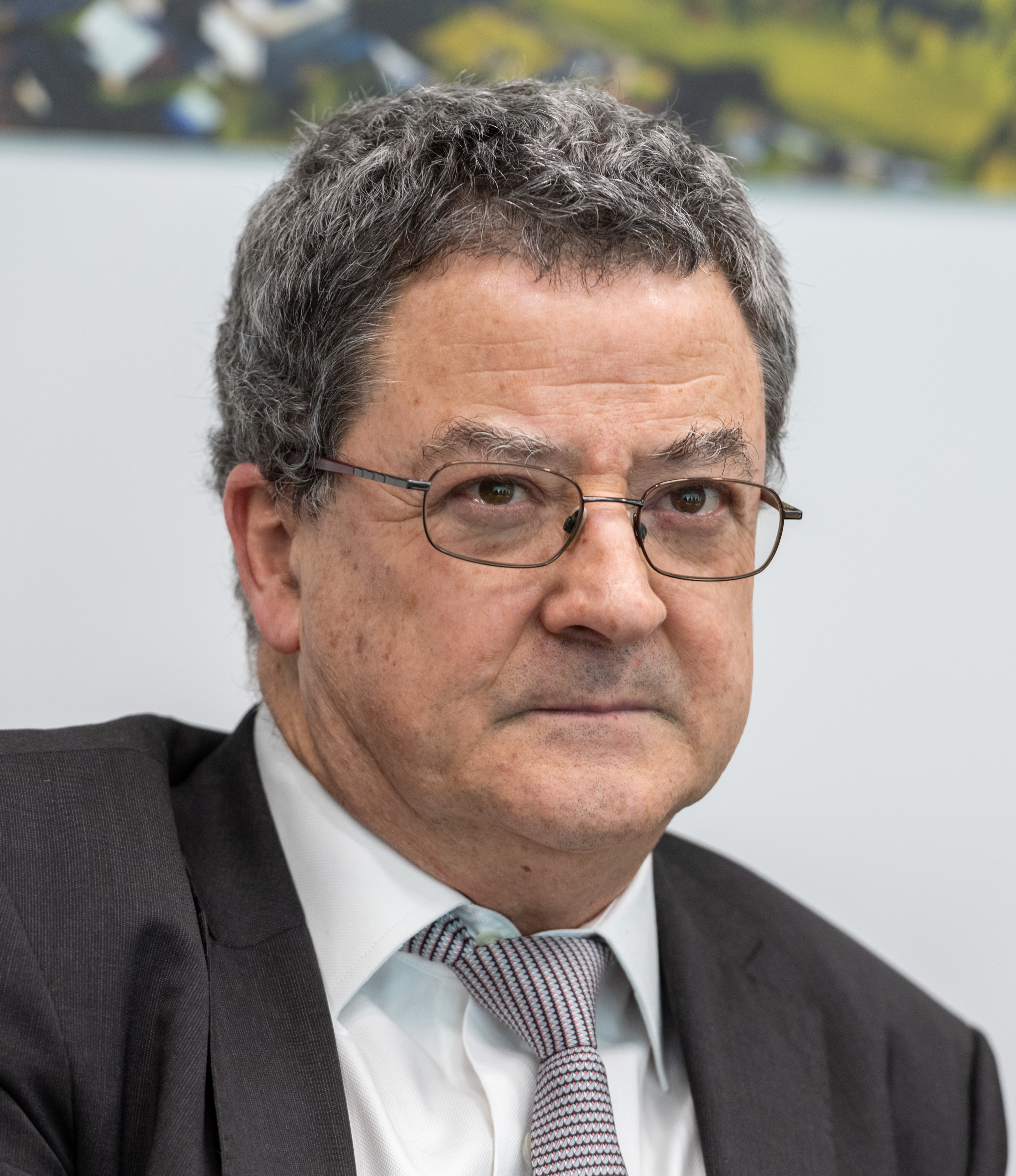
Yves Rossier im Jahr 2020

Yves Rossier (* 14. November 1960 in Delsberg; heimatberechtigt in La Brillaz) ist ein Schweizer Beamter und Diplomat. Er war von 2017 bis 2020 Botschafter der Schweiz in Moskau, Russland.

## Leben
Rossier ist der Sohn eines Bankangestellten und einer Sekretärin. Er erlangte einen Lizentiatsabschluss in Recht an der Universität Freiburg, studierte anschließend am College of Europe in Brügge Europäisches Recht und erwarb an der McGill University in Montreal einen Master of Laws.
1990 begann Rossier seine Karriere als Rechtsberater des Integrationsbüros des EDA unter Jakob Kellenberger. Nach dem diplomatischen Concours leistete er 1993 einen Stage in der dortigen Politischen Abteilung II. Danach war Rossier, der FDP-Mitglied ist, als wissenschaftlicher Berater der Bundesräte Jean-Pascal Delamuraz und Pascal Couchepin tätig. Von 2000 bis 2003 leitete er die Eidgenössische Spielbankenkommission. Im Februar 2004 wurde er Direktor des Bundesamts für Sozialversicherungen (BSV) im Eidgenössischen Departement des Innern (EDI). Als Bundesrat Didier Burkhalter 2012 vom Innen- in das Aussendepartement wechselte, nahm er Rossier dorthin mit.
Im Januar 2012 ernannte der Bundesrat Rossier zum Staatssekretär der Politischen Direktion im Eidgenössischen Departement für auswärtige Angelegenheiten (EDA), am 1. Mai 2012 trat er das Amt an. Damit folgte er auf Peter Maurer, der Präsident des IKRK wurde. Im August 2016 trat er von seinem Amt ab, seine Nachfolge übernahm Pascale Baeriswyl. Im Oktober 2016 wurde Rossier anstelle der bereits seit dem Vorjahr für den Posten vorgesehenen bisherigen Botschafterin im Kosovo, Krystyna Marty, zum Botschafter der Schweiz in Russland ernannt. Er trat dieses Amt, als Nachfolger des Ende November 2016 in den Ruhestand gegangenen Pierre Helg, per Februar 2017 an. Er hatte das Botschafteramt in Russland bis Ende 2020 inne. Im Februar 2021 verliess er das EDA «auf eigenen Wunsch».
Rossier ist mit einer Rechtsanwältin verheiratet und hat fünf Kinder.

## Kritik
Im Laufe des Abstimmungskampfes für die ECOPOP-Initiative bezeichnete der Diplomat anlässlich einer CVP-Veranstaltung vom 11. Januar 2013 die Initianten der Initiative als «Ökofaschisten». Kritik für diese Aussage kam auch aus der CVP, da Rossier zu der Zeit Chefunterhändler im EDA und Chef des Diplomatischen Korps war und keine sachlichen Argumente gegen die Initiative aufbrachte. Nach einer Klagedrohung entschuldigte sich Rossier für diesen Vorwurf. 